# China Open
A China Open (korábban Beijing Salem Open) egy minden évben megrendezett tenisztorna Pekingben.
A férfiak versenye az ATP World Tour 500 Series része, összdíjazása 3 441 500 amerikai dollár. A női verseny 2020-ig a Premier Mandatory, 2021-től a WTA 1000 (kötelező) tornák közé tartozik, összdíjazása 4 828 050 dollár. A férfiak versenyén harminckettő, a női tornán hatvan játékos vehet részt a főtábla küzdelmeiben. A nőknél a rendre egy héttel korábban rendezett tokiói Toray Pan Pacific Open négy elődöntősének nem kell játszania az első körben. A mérkőzéseket szabadtéri, kemény borítású pályákon játsszák.
A férfiak versenyét először 1993-ban tartották meg, 1998-tól 2003-ig nem rendezték meg, 2004 óta viszont ismét állandó része az ATP Tournak. A nők versenyét 2004 óta rendezik meg Pekingben. Korábban Sanghaj, illetve az 1990-es években három esztendőn keresztül szintén Peking adott otthont női tenisztornának Kínában.
A versenyen 2006 óta áll a játékosok rendelkezésére sólyomszem, vagyis a vitatott esetek eldöntését szolgáló technikai berendezés.

## Döntők

### Férfi egyes
| Év        | Győztes              | Ellenfél a döntőben   | Eredmény a döntőben |
| --------- | -------------------- | --------------------- | ------------------- |
| 2024      | Carlos Alcaraz       | Jannik Sinner         | 6–7(6), 6–4, 7–6(3) |
| 2023      | Jannik Sinner        | Danyiil Medvegyev     | 7–6(2), 7–6(2)      |
| 2020–2022 | Nem rendezték meg.   | Nem rendezték meg.    | Nem rendezték meg.  |
| 2019      | Dominic Thiem        | Sztéfanosz Cicipász   | 3–6, 6–4, 6–1       |
| 2018      | Nikoloz Basilashvili | Juan Martín del Potro | 6–4, 6–4            |
| 2017      | Rafael Nadal         | Nick Kyrgios          | 6–2, 6–1            |
| 2016      | Andy Murray          | Grigor Dimitrov       | 6–4, 7–6(2)         |
| 2015      | Novak Đoković        | Rafael Nadal          | 6–2, 6–2            |
| 2014      | Novak Đoković        | Tomáš Berdych         | 6–0, 6–2            |
| 2013      | Novak Đoković        | Rafael Nadal          | 6–3, 6–4            |
| 2012      | Novak Đoković        | Jo-Wilfried Tsonga    | 7–6(4), 6–2         |
| 2011      | Tomáš Berdych        | Marin Čilić           | 3–6, 6–4, 6–1       |
| 2010      | Novak Đoković        | David Ferrer          | 6–2, 6–4            |
| 2009      | Novak Đoković        | Marin Čilić           | 6–2, 7–6(4)         |
| 2008      | Andy Roddick         | Dúdí Szela            | 6–4, 6–7(6), 6–3    |
| 2007      | Fernando González    | Tommy Robredo         | 6–1, 3–6, 6–1       |
| 2006      | Márkosz Pagdatísz    | Mario Ančić           | 6–4, 6–0            |
| 2005      | Rafael Nadal         | Guillermo Coria       | 5–7, 6–1, 6–2       |
| 2004      | Marat Szafin         | Mihail Juzsnij        | 7–6(4), 7–5         |
| 1998–2003 | Nem rendezték meg.   | Nem rendezték meg.    | Nem rendezték meg.  |
| 1997      | Jim Courier          | Magnus Gustafsson     | 7–6(10), 3–6, 6–3   |
| 1996      | Greg Rusedski        | Martin Damm           | 7–6(5), 6–4         |
| 1995      | Michael Chang        | Renzo Furlan          | 7–5, 6–3            |
| 1994      | Michael Chang        | Anders Järryd         | 7–5, 7–5            |
| 1993      | Michael Chang        | Greg Rusedski         | 7–6(5), 6–7(6), 6–4 |

### Női egyes
| Peking    | Peking               | Peking               | Peking              |
| --------- | -------------------- | -------------------- | ------------------- |
| Év        | Győztes              | Ellenfél a döntőben  | Eredmény a döntőben |
| 2024      | Cori Gauff           | Karolína Muchová     | 6–1, 6–3            |
| 2023      | Iga Świątek          | Ljudmila Szamszonova | 6–2, 6–2            |
| 2020–2022 | Nem rendezték meg.   | Nem rendezték meg.   | Nem rendezték meg.  |
| 2019      | Ószaka Naomi         | Ashleigh Barty       | 3–6, 6–3, 6–2       |
| 2018      | Caroline Wozniacki   | Anastasija Sevastova | 6–3, 6–3            |
| 2017      | Caroline Garcia      | Simona Halep         | 6–4, 7–6(3)         |
| 2016      | Agnieszka Radwańska  | Konta Johanna        | 6–4, 6–2            |
| 2015      | Garbiñe Muguruza     | Bacsinszky Tímea     | 7–5, 6–4            |
| 2014      | Marija Sarapova      | Petra Kvitová        | 6–4, 2–6, 6–3       |
| 2013      | Serena Williams      | Jelena Janković      | 6–2, 6–2            |
| 2012      | Viktorija Azaranka   | Marija Sarapova      | 6–3, 6–1            |
| 2011      | Agnieszka Radwańska  | Andrea Petković      | 7–5, 0–6, 6–4       |
| 2010      | Caroline Wozniacki   | Vera Zvonarjova      | 6–3, 3–6, 6–3       |
| 2009      | Szvetlana Kuznyecova | Agnieszka Radwańska  | 6–2, 6–4            |
| 2008      | Jelena Janković      | Szvetlana Kuznyecova | 6–3, 6–2            |
| 2007      | Szávay Ágnes         | Jelena Janković      | 6–7(7), 7–5, 6–2    |
| 2006      | Szvetlana Kuznyecova | Amélie Mauresmo      | 6–4, 6–0            |
| 2005      | Marija Kirilenko     | Anna-Lena Grönefeld  | 6–3, 6–4            |
| 2004      | Serena Williams      | Szvetlana Kuznyecova | 4–6, 7–5, 6–4       |
| Sanghaj   |                      |                      |                     |
| 2003      | Jelena Gyementyjeva  | Chanda Rubin         | 6–3, 7–6(6)         |
| 2002      | Anná Szmasnóvá       | Anna Kurnyikova      | 6–2, 6–3            |
| 2001      | Szeles Mónika        | Nicole Pratt         | 6–2, 6–3            |
| 2000      | Meghann Shaughnessy  | Iroda Tuljaganova    | 7–6(2), 7–5         |
| Peking    |                      |                      |                     |
| 1996      | Vang Sze-ting        | Csen Li-ling         | 6–3, 6–4            |
| 1995      | Linda Wild           | Vang Sze-ting        | 7–5, 6–2            |
| 1994      | Yayuk Basuki         | Nagacuka Kjóko       | 6–4, 6–2            |

### Férfi páros
| Év        | Győztesek                        | Ellenfelek a döntőben                | Eredmény a döntőben  |
| --------- | -------------------------------- | ------------------------------------ | -------------------- |
| 2024      | Simone Bolelli Andrea Vavassori  | Harri Heliövaara Henry Patten        | 4–6, 6–3, [10–5]     |
| 2023      | Ivan Dodig Austin Krajicek       | Wesley Koolhof Neal Skupski          | 6–7(12), 6–3, [10–5] |
| 2020–2022 | Nem rendezték meg.               | Nem rendezték meg.                   | Nem rendezték meg.   |
| 2019      | Ivan Dodig Filip Polášek         | Łukasz Kubot Marcelo Melo            | 6–3, 7–6(4)          |
| 2018      | Łukasz Kubot Marcelo Melo        | Oliver Marach Mate Pavić             | 6–1, 6–4             |
| 2017      | Henri Kontinen John Peers        | John Isner Jack Sock                 | 6–3, 3–6, [10–7]     |
| 2016      | Pablo Carreno Busta Rafael Nadal | Jack Sock Bernard Tomic              | 6–7(6), 6–2, [10–8]  |
| 2015      | Vasek Pospisil Jack Sock         | Daniel Nestor Édouard Roger-Vasselin | 3–6, 6–3, [10–6]     |
| 2014      | Jean-Julien Rojer Horia Tecău    | Julien Benneteau Vasek Pospisil      | 6–7(6), 7–5, [10–5]  |
| 2013      | Max Mirnyi Horia Tecău           | Fabio Fognini Andreas Seppi          | 6–4, 6–2             |
| 2012      | Bob Bryan Mike Bryan             | Carlos Berlocq Denis Istomin         | 6–3, 6–2             |
| 2011      | Michaël Llodra Nenad Zimonjić    | Robert Lindstedt Horia Tecău         | 7–6(2), 7–6(4)       |
| 2010      | Bob Bryan Mike Bryan             | Mariusz Fyrstenberg Marcin Matkowski | 6–1, 7–6(5)          |
| 2009      | Bob Bryan Mike Bryan             | Mark Knowles Andy Roddick            | 6–4, 6–2             |
| 2008      | Stephen Huss Ross Hutchins       | Ashley Fisher Bobby Reynolds         | 7–5, 6–4             |
| 2007      | Rik de Voest Ashley Fisher       | Chris Haggard Lu Jen-hszün           | 6–7, 6–0, 10–6       |
| 2006      | Mahes Bhúpati Mario Ančić        | Michael Berrer Kenneth Carlsen       | 6–4, 6–3             |
| 2005      | Justin Gimelstob Nathan Healey   | Dmitrij Turszunov Mihail Juzsnij     | 4–6, 6–3, 6–2        |
| 2004      | Justin Gimelstob Graydon Oliver  | Alex Bogomolov Jr. Taylor Dent       | 4–6, 6–4, 7–6        |
| 1998–2003 | Nem rendezték meg.               | Nem rendezték meg.                   | Nem rendezték meg.   |
| 1997      | Mahes Bhúpati Lijendar Pedzs     | Jim Courier Alex O'Brien             | 7–5, 7–6             |
| 1996      | Martin Damm Andrej Olhovszkij    | Patrik Kühnen Gary Muller            | 6–4, 7–5             |
| 1995      | Tommy Ho Sébastien Lareau        | Dick Norman Fernon Wibier            | 7–6, 7–6             |
| 1994      | Tommy Ho Kent Kinnear            | David Adams Andrej Olhovszkij        | 7–6, 6–3             |
| 1993      | Paul Annacone Doug Flach         | Jacco Eltingh Paul Haarhuis          | 7–6, 6–3             |

### Női páros
| Peking    | Peking                                     | Peking                                | Peking              |
| --------- | ------------------------------------------ | ------------------------------------- | ------------------- |
| Év        | Győztesek                                  | Ellenfelek a döntőben                 | Eredmény a döntőben |
| 2024      | Sara Errani Jasmine Paolini                | Csan Hao-csing Veronyika Kugyermetova | 6–4, 6–4            |
| 2023      | Marie Bouzková Sara Sorribes Tormo         | Csan Hao-csing Giuliana Olmos         | 3–6, 6–0, [10–4]    |
| 2020–2022 | Nem rendezték meg.                         | Nem rendezték meg.                    | Nem rendezték meg.  |
| 2019      | Sofia Kenin Bethanie Mattek-Sands          | Jeļena Ostapenko Dajana Jasztremszka  | 6–3, 6–7(5), [10–7] |
| 2018      | Andrea Sestini Hlaváčková Barbora Strýcová | Gabriela Dabrowski Hszü Ji-fan        | 4–6, 6–4, [10–8]    |
| 2017      | Csan Jung-zsan Martina Hingis              | Babos Tímea Andrea Hlaváčková         | 6–1, 6–4            |
| 2016      | Bethanie Mattek-Sands Lucie Šafářová       | Caroline Garcia Kristina Mladenovic   | 6–4, 6–4            |
| 2015      | Martina Hingis Szánija Mirza               | Csan Hao-csing Csan Jung-zsan         | 6–7(9), 6–1, [10-8] |
| 2014      | Andrea Hlaváčková Peng Suaj                | Cara Black Szánija Mirza              | 6–4, 6–4            |
| 2013      | Cara Black Szánija Mirza                   | Vera Dusevina Arantxa Parra Santonja  | 6–2, 6–2            |
| 2012      | Jekatyerina Makarova Jelena Vesznyina      | Nuria Llagostera Vives Szánija Mirza  | 7–5, 7–5            |
| 2011      | Květa Peschke Katarina Srebotnik           | Gisela Dulko Flavia Pennetta          | 6–3, 6–4            |
| 2010      | Volha Havarcova Csuang Csia-zsung          | Gisela Dulko Flavia Pennetta          | 6–7(7), 6–1, [10–7] |
| 2009      | Hszie Su-vej Peng Suaj                     | Alla Kudrjavceva Jekatyerina Makarova | 6–3, 6–1            |
| 2008      | Anabel Medina Garrigues Caroline Wozniacki | Han Hszin-jün Hszü Ji-fan             | 6–1, 6–3            |
| 2007      | Csuang Csia-zsung Hszie Su-vej             | Han Hszin-jün Hszü Ji-fan             | 7–6(1), 6–3         |
| 2006      | Virginia Ruano Pascual Paola Suárez        | Anna Csakvetadze Jelena Vesznyina     | 6–2, 6–4            |
| 2005      | Nuria Llagostera Vives Maria Vento-Kabchi  | Jen Ce Cseng Csie                     | 6–2, 6–4            |
| 2004      | Emmanuelle Gagliardi Gyinara Szafina       | Gisela Dulko Maria Vento-Kabchi       | 6–4, 6–4            |
| Sanghaj   |                                            |                                       |                     |
| 2003      | Émilie Loit Nicole Pratt                   | Szugijama Ai Tamarine Tanasugarn      | 6–3, 6–3            |
| 2002      | Anna Kurnyikova Janet Lee                  | Fudzsivara Rika Szugijama Ai          | 7–5, 6–3            |
| 2001      | Liezel Huber Lenka Němečková               | Evie Dominikovic Tamarine Tanasugarn  | 6–0, 7–5            |
| 2000      | Lilia Osterloh Tamarine Tanasugarn         | Rita Grande Meghann Shaughnessy       | 7–5, 6–1            |
| Peking    |                                            |                                       |                     |
| 1996      | Kidzsimuta Naoko Szaeki Miho               | Hoszoki Júko Takuma Kazue             | 7–5, 6–4            |
| 1995      | Claudia Porwik Linda Wild                  | Stephanie Rottier Vang Sze-ting       | 6–1, 6–0            |
| 1994      | Csen Li-ling Li Fang                       | Kerry-Anne Guse Valda Lake            | 6–0, 7–5            |